# Vĩnh Kim, Vĩnh Thạnh (Bình Định)
Vĩnh Kim là một xã thuộc huyện Vĩnh Thạnh, tỉnh Bình Định, Việt Nam.
Xã Vĩnh Kim có diện tích 152,31 km², dân số năm 2005 là 2.129 người, mật độ dân số đạt 14 người/km².

## Hành chính
Xã Vĩnh Kim được chia thành 6 làng: Đăk Tra, K6, Kông Trú, O2, O3, O5.